# Kangavar
Kangavar (perzsa nyelven کنگاور; Kangāvar, (az ókori időkben Congobar) egy város Iránban, Kermánsáh tartományban. Kangavar a rendkívül termékeny Kanga-völgy legnagyobb települése. Lakossága a 2006-os népszámlálás adatai alapján 48 901 fő volt.

## Fekvése
A város Kermánsáh tartomány legkeletibb részén helyezkedik el a Hamadán és Kermánsáh között húzódó út mentén, amely egykoron a selyemút részét képezte. Hamadántól 75 kilométernyire, Kermásáhtól 96 kilométernyire fekszik.

## Története

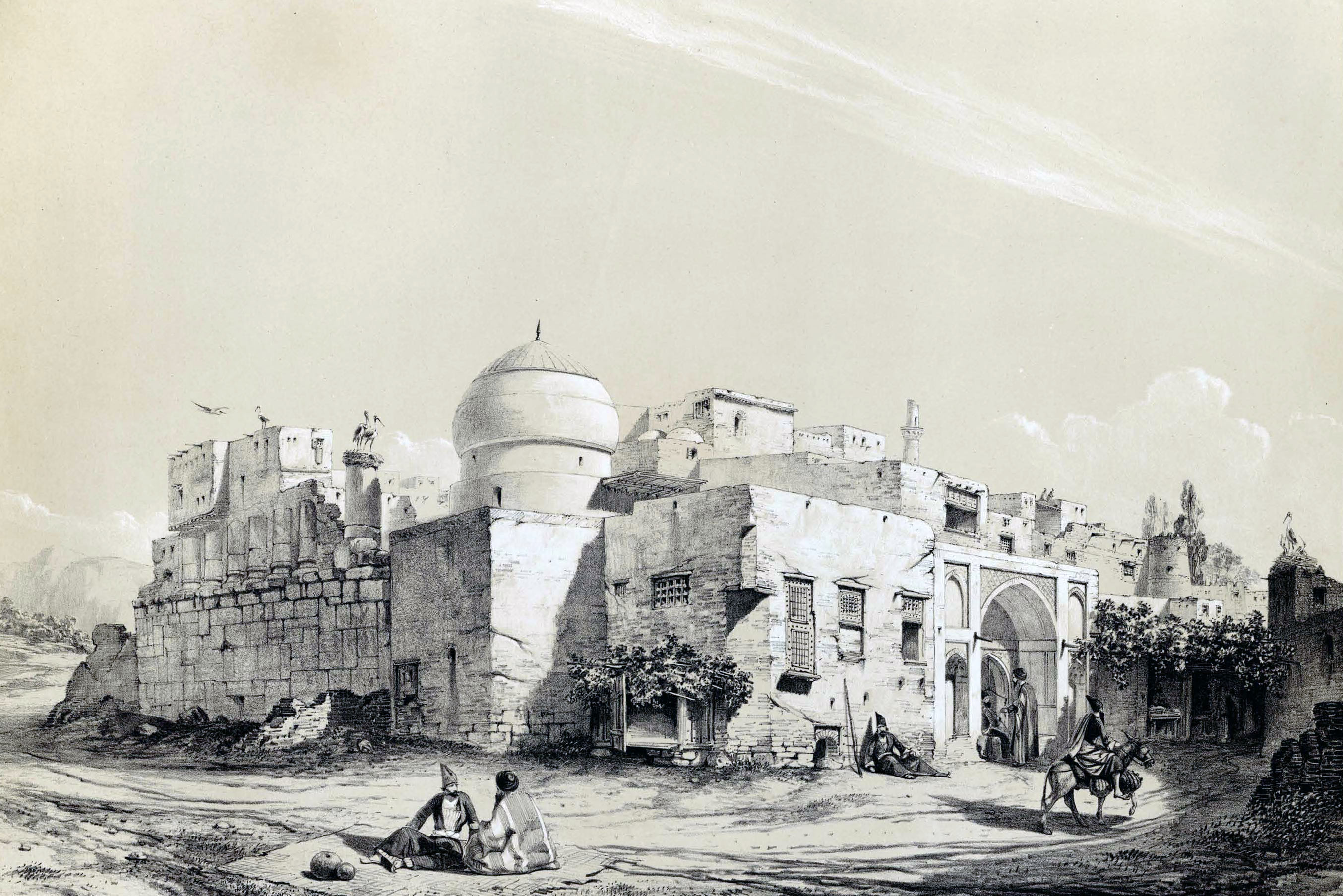
Kangavar 1840-ben

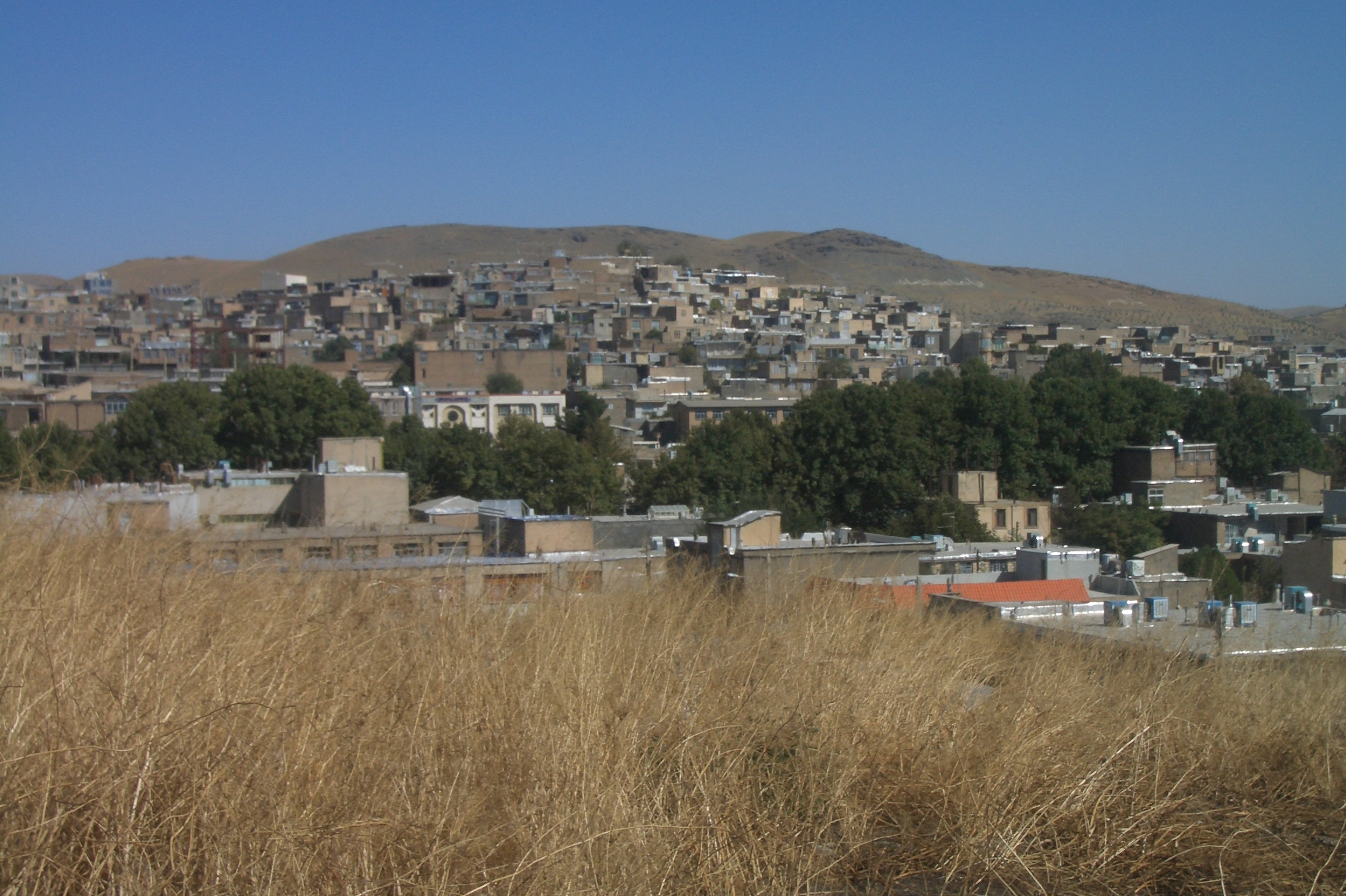
Kangavar város látképe

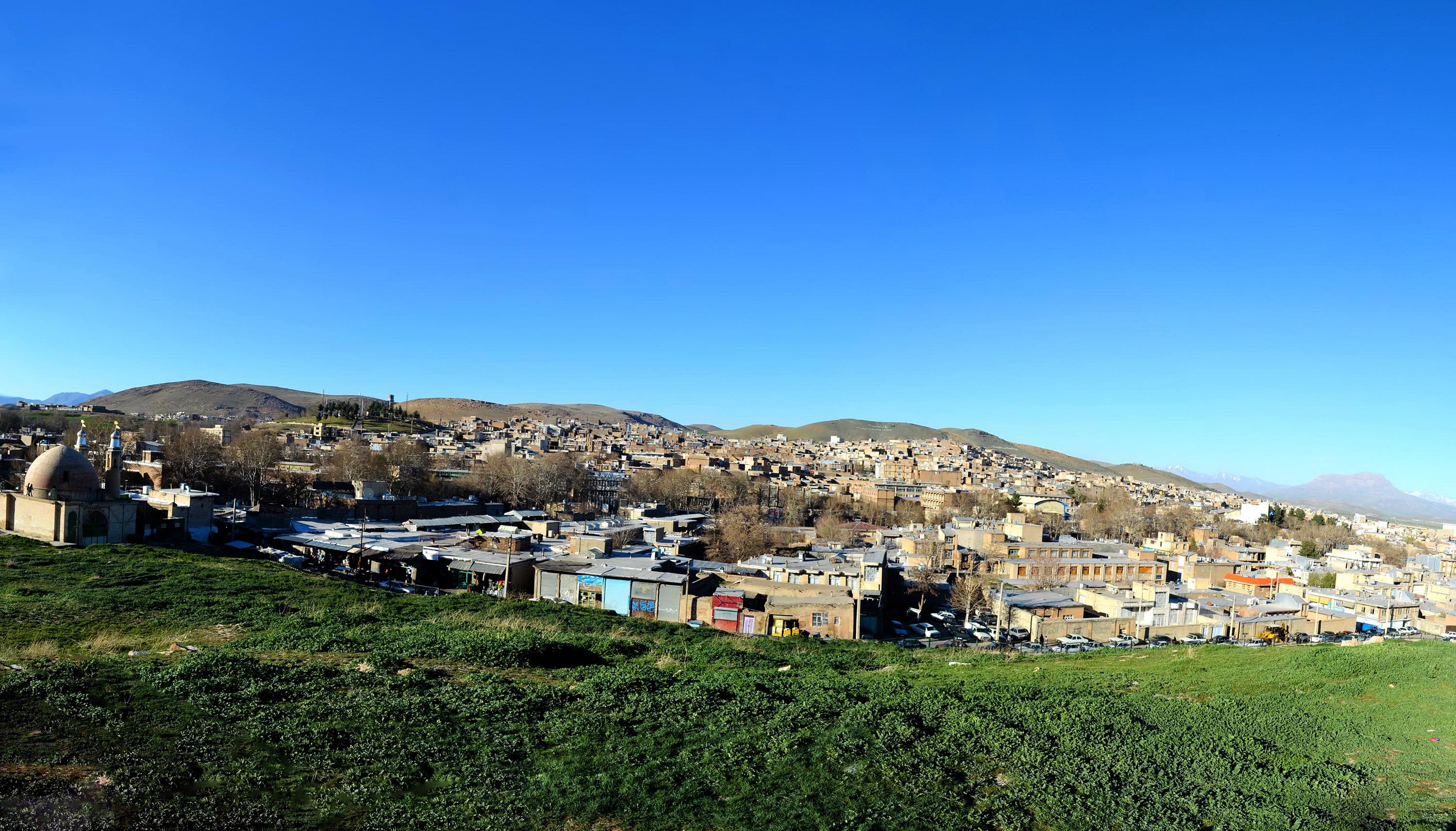
Kangavar

Kangavar városának területén áll az úgynevezett Kangavar szentély.
A szentély teljes területe mintegy 4,6 hektár. Neve egykor Konkobar néven volt ismert és az Ecbatana (modern Hamadan), Behistun és a Mezopotámiai síkság mentén fekvő út mentén feküdt. Az út áthaladt a Zagrosz-hegységen is.
Kangavar szentélye közelében három kút található, ami azt az elméletet eredményezte, hogy a szentélyt Anahitának, az iráni víz istennőjének szentelték.
A parthiai kor előttről itt nem maradtak fenn régészeti emlékek (bár a helyszín megegyezhet a Behistun-feliratban említett Kunduruš-al is), eredete valószínűleg a 2. század végére; arra az időre nyúlik vissza, miután a pártusok elfoglalták Médiát.

## Leírása
A szentély valójában egy alacsony, természetes hegy egy négyzet alakú terasszal, amely egy másik mintegy 3 és fél méter magas terasz alapját képezte, oszlopsorokkal is körülvéve. A harmadik teraszt maga a szentély foglalta el: egy négyzet alakú épület, amely egy oltárt és egy négyzetes kultikus termet tartalmazott. A komplexum egy alacsony ziggurathoz hasonlítható.
A négyzet alakú terasz kb. 220 x 220 méter (az északi oldal nem feltárt, ott egy mecsettel rendelkező falu található, amely folytatja a telep kultikus funkcióját). A terasz kb. 5 méter magas volt, és egy dupla lépcsővel érhető el, amelyet úgy tűnik, hogy Persepolis lépcsői inspiráltak.
A szentélytől keletre több partihiai koporsókat tartalmazó sírt is feltártak. A területen 1968 óta rendszeres ásatások zajlanak.
Hivatalosan „Kangavar történelmi műemléke”-ként szerepel, és a helyszín a Világörökség része javaslatai közt is szerepelt.

## Galéria

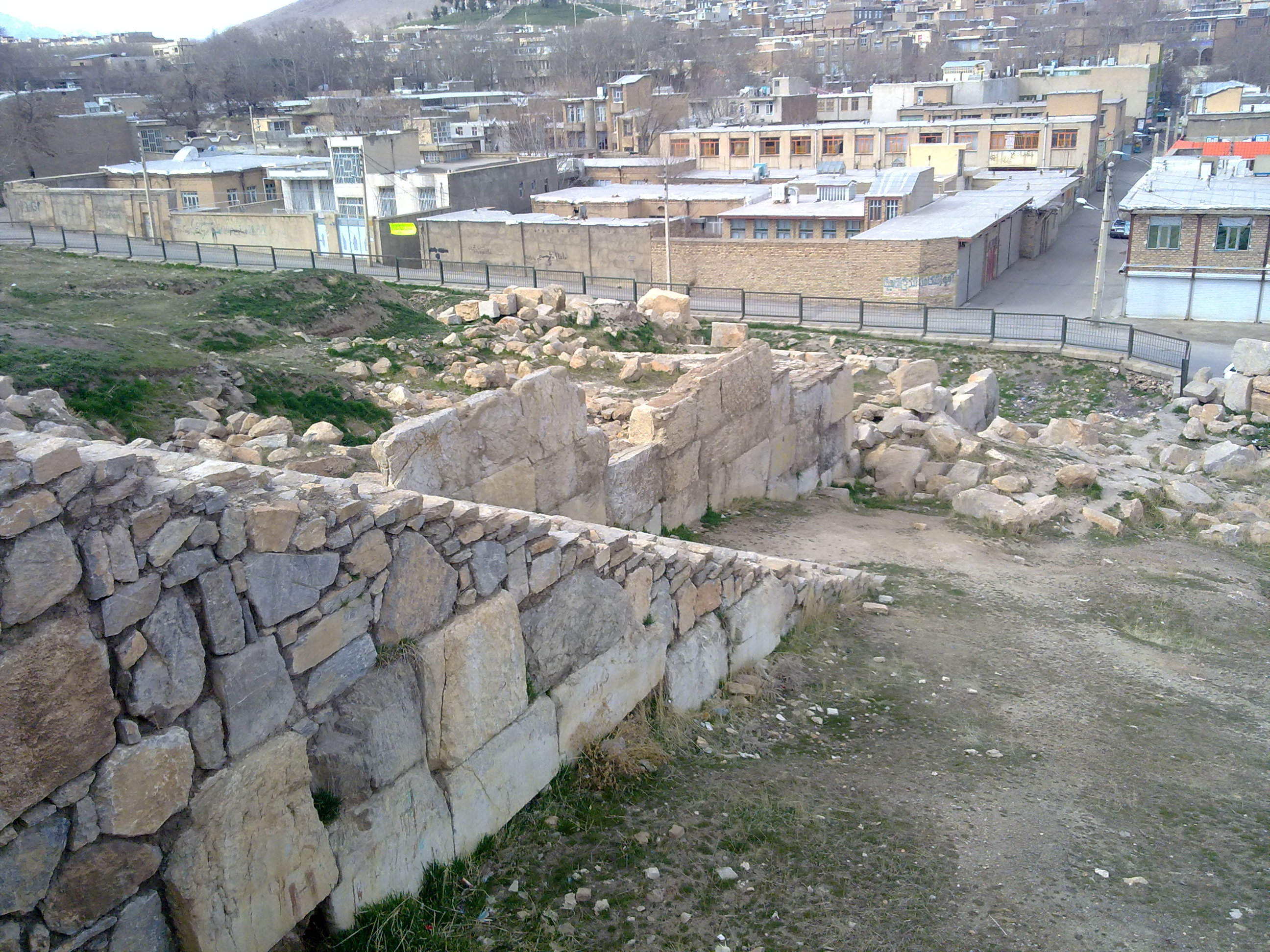
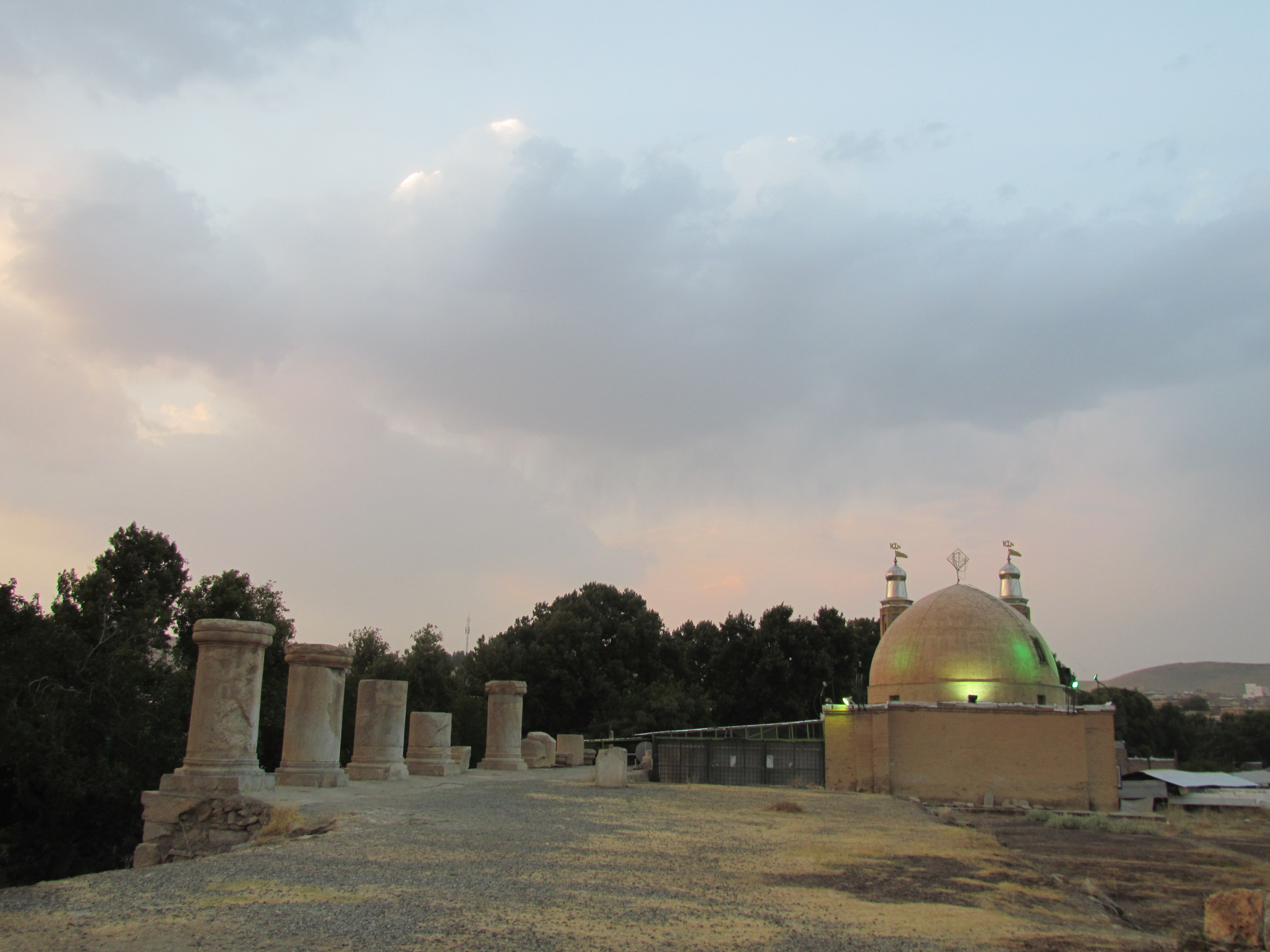
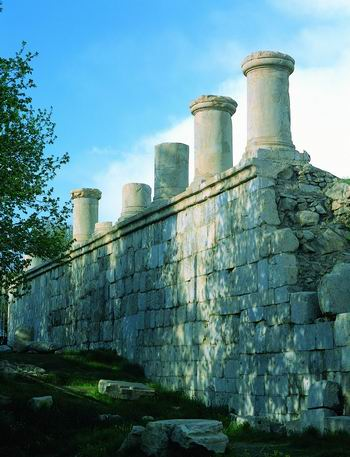
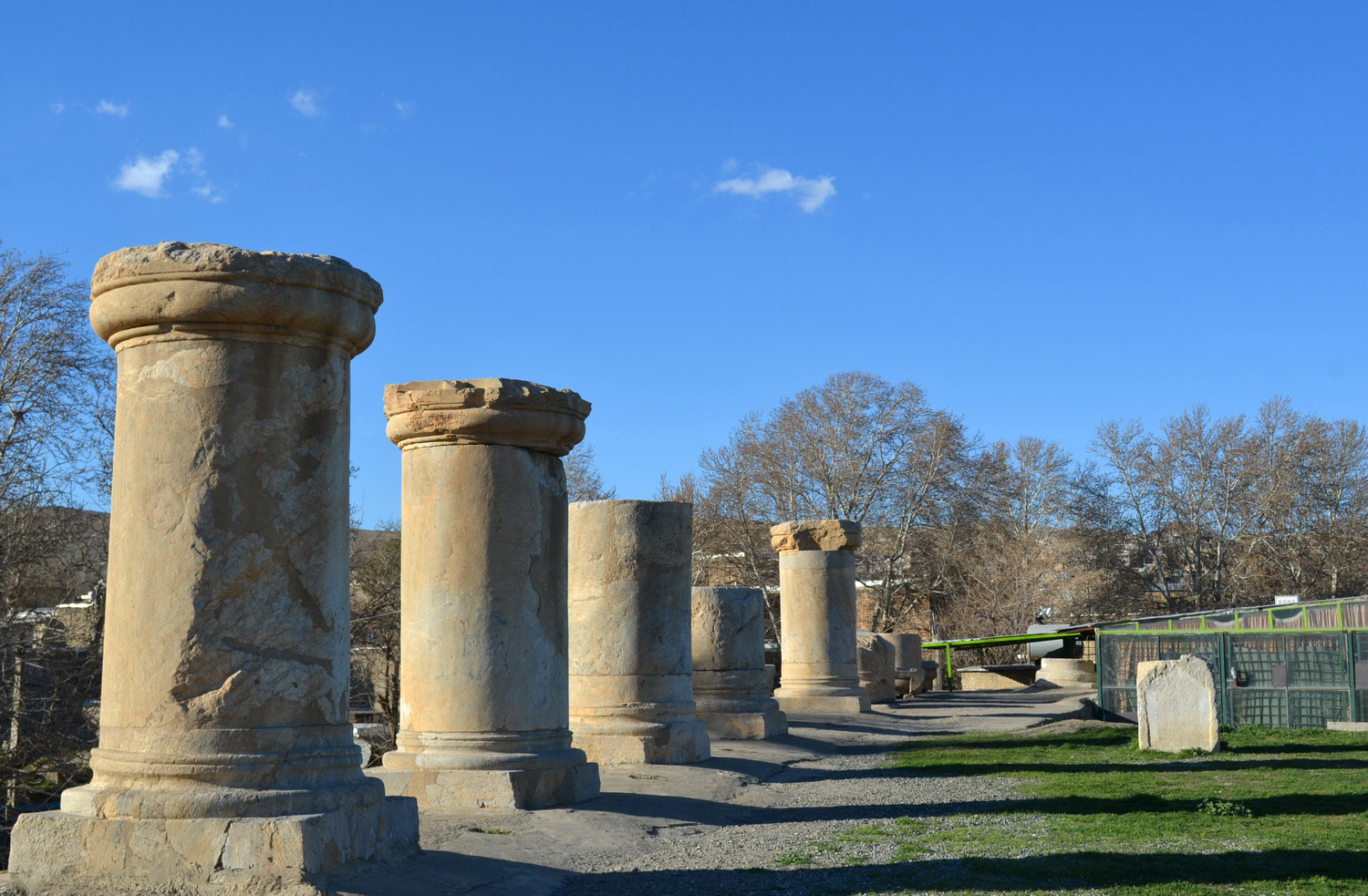
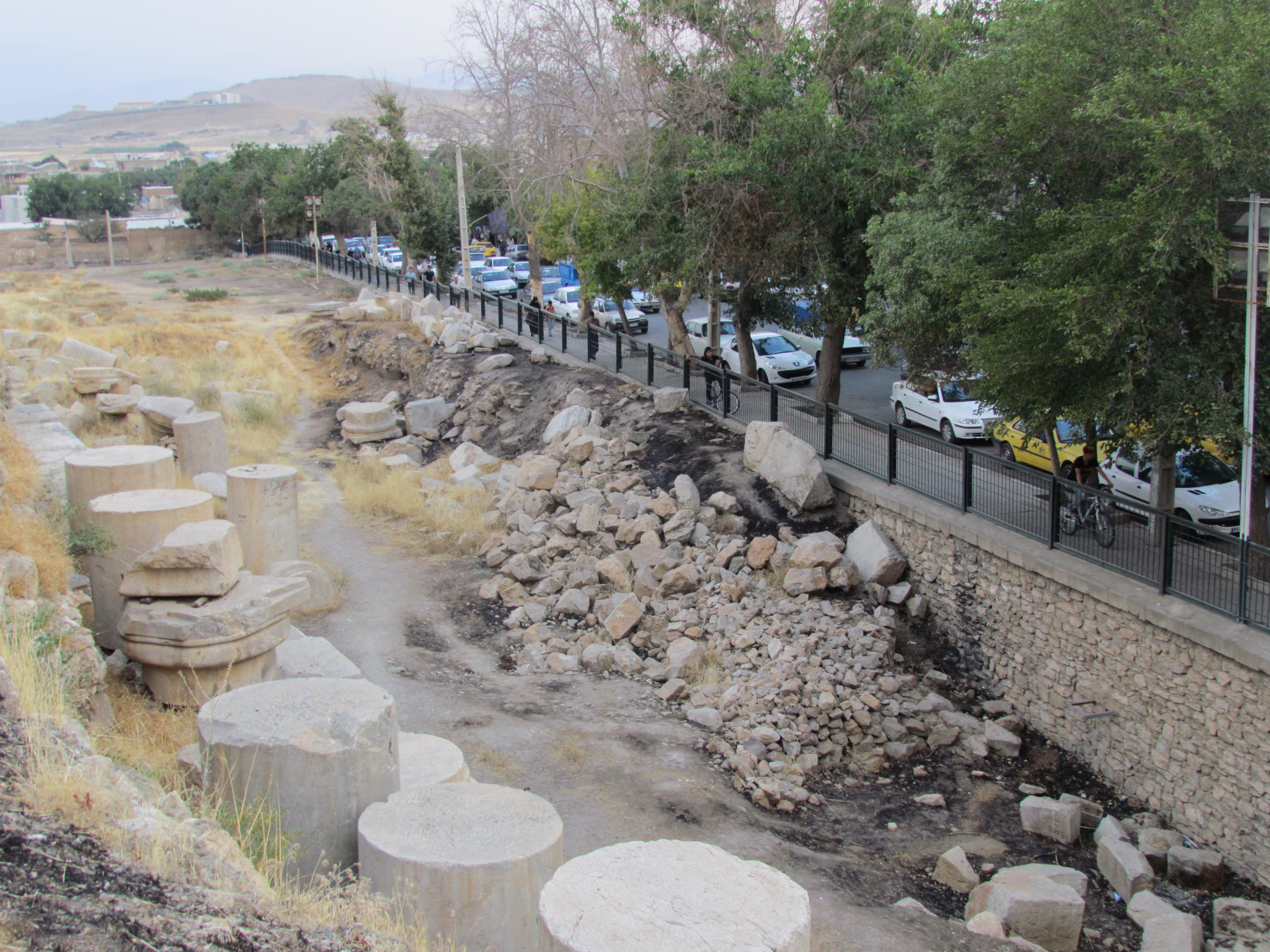
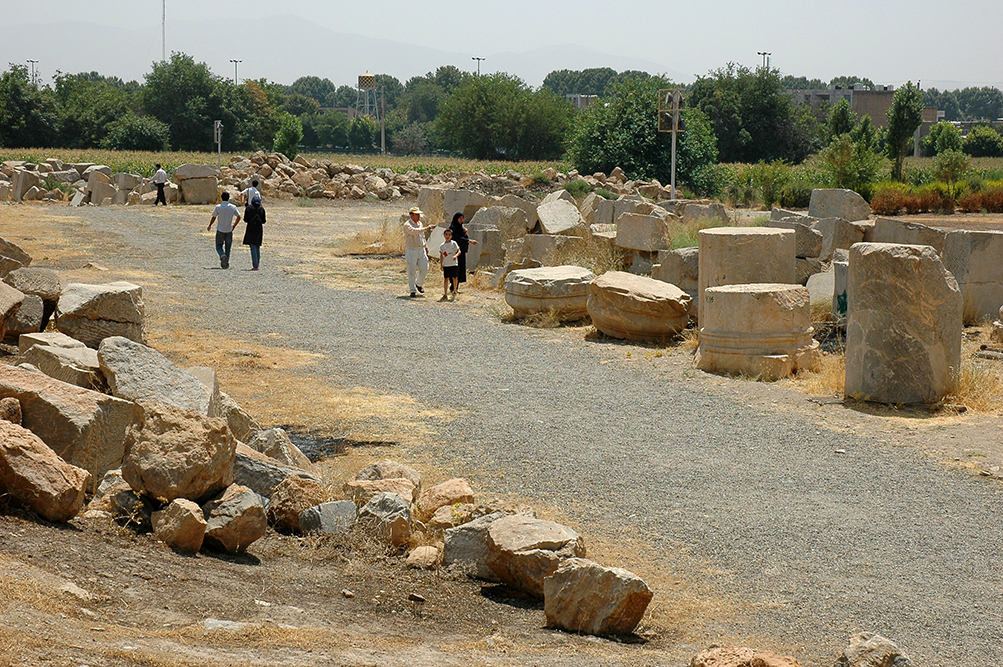
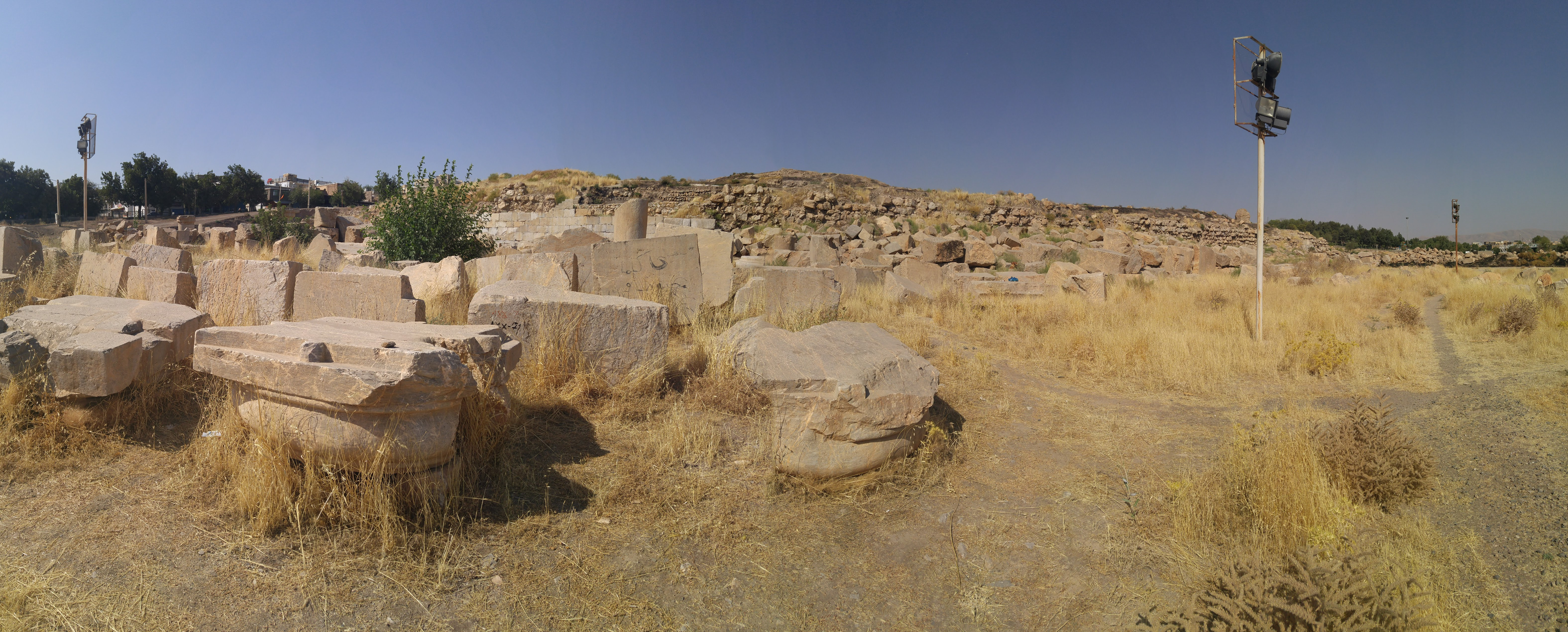
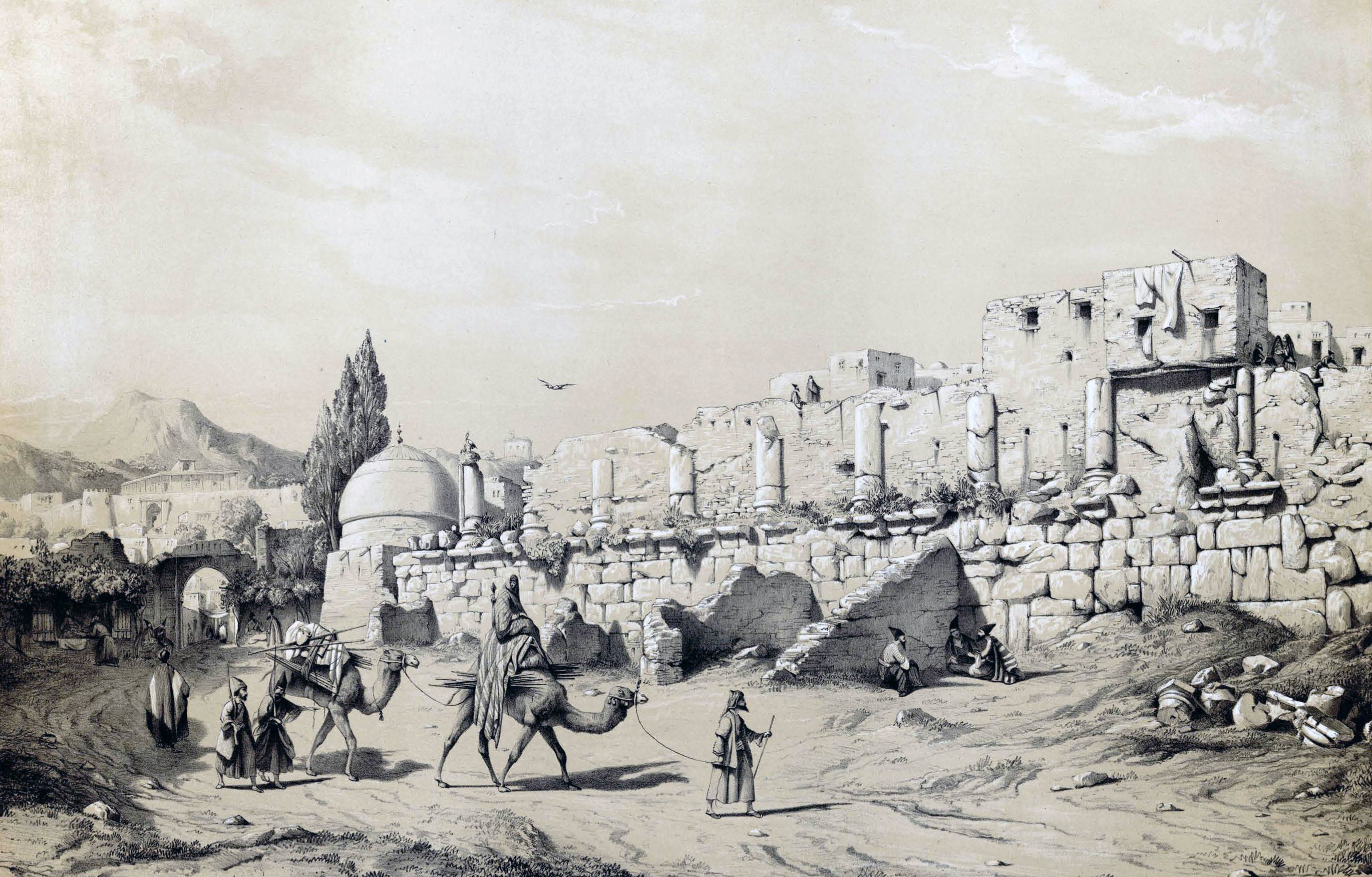